# Frédéric Sicard
Pour les articles homonymes, voir Sicard.
Frédéric Sicard, né le 26 décembre 1960 à Versailles, est un avocat français, bâtonnier de l'ordre des avocats de Paris de 2016 à 2017.

## Biographie
Il fait ses études de droit à l'université Panthéon-Sorbonne, où il obtient un DEA de droit social et à l'université Panthéon-Assas, où il obtient un DEA de droit privé, puis il devient avocat au barreau de Paris en 1985[réf. souhaitée]. Spécialisé en droit social et droit du travail, il est collaborateur, puis associé dans le cabinet d'avocats Lafarge et Flécheux. Il donne des cours à l'université de Paris-X Nanterre et au CNAM,. En 2014, il rejoint le cabinet d'avocats La Garanderie comme avocat associé. Il est marié et père de deux enfants.

### Responsabilités institutionnelles
Frédéric Sicard a exercé plusieurs fonctions au barreau de Paris ainsi que dans des associations professionnelles d'avocats, comme membre de la Caisse nationale des barreaux français (2011-2014). Il a été membre du conseil de l'ordre du barreau de Paris (2001-2009), en a été secrétaire en 2009-2011, ainsi que secrétaire du conseil de l’ordre des avocats de Paris (2008-2009). Il se présente aux fonctions de bâtonnier en 2012 et est battu au second tour par Pierre-Olivier Sur. En 2020, en binôme avec Solange Doumic, il est élu au conseil de l'ordre du barreau de Paris.

### Bâtonnier de l'Ordre des avocats de Paris
En décembre 2015, Frédéric Sicard est élu bâtonnier du barreau de Paris.

#### Réformes budgétaires et administratives
Dès le début de son mandat, Frédéric Sicard met en œuvre une politique de réduction drastique des dépenses, notamment en ce qui concerne les rétrocessions versées aux avocats collaborateurs de l'ordre. Il promet une baisse générale des cotisations ordinales de 10 %.

#### Transparence et outils numériques
Frédéric Sicard met en place des initiatives pour renforcer la transparence. Les séances du conseil de l’ordre sont filmées et retransmises pendant deux ans.

#### Autres initiatives
En juin 2016, le Bus de la solidarité du barreau de Paris participe à la marche des fiertés LGBT, une première pour cette institution. Le barreau de Paris lance une campagne de communication choc durant l’élection présidentielle de 2017, en représentant les candidats comme des figures préhistoriques, pour dénoncer le manque de moyens alloués à la justice

### Modernisation du barreau de Paris

#### Maison des Avocats
Sous son mandat, la Maison des Avocats est finalisée en 2016, permettant aux avocats de bénéficier d'un nouvel espace de travail fonctionnel à Paris. Cependant son coût (75 millions d'euros HT contre 20 millions d'euros prévisionnels)  fait tousser de nombreux avocats et déclenche le lancement d'un audit financier

### Polémiques et réhabilitation
À l'été 2017, Frédéric Sicard est visé par une campagne de dénigrement à la suite d'une dénonciation anonyme, relayée par un article du Figaro. Toutefois, en novembre 2021, la cour d'appel de Paris conclut qu'aucune faute ne peut lui être reprochée (arrêt de la chambre P-4-13 de la cour d’appel de Paris du 16 novembre 2021, sous n° de RG 19.14486 et n° portalis 35L7-V-B7D-CALN).

## Décorations
- Chevalier de la Légion d'honneur (décret du 14 juillet 2010)

## Publications
- Avec Philippe Lafarge et Laure Serfati, Procédures collectives et droit du travail, Paris, Nathan, coll. « Formation continue juridique », 1990,  (ISBN 978-2-09-181804-7).